# Slovenská koruna
Slovenská koruna (zkratka „Sk“) byla měnová jednotka Slovenské republiky v letech 1993 až 2008. Dne 8. července 2008 byl stanoven fixní a nezměnitelný kurz 30,1260 Sk za euro, kterým byla 1. ledna 2009 slovenská koruna nahrazena. 1 Sk tak představovala 3,319 eurocentu nebo 0,03319 eura. Od 1. ledna 2009 začal platit duální oběh, během kterého obchodníci přijímali koruny i eura, vraceli však pouze eura. Duální oběh trval 16 dní, po 16. lednu 2009 se už smělo platit pouze eurem.
Koruna se dělila na 100 haléřů (slovensky halier, halierov). Kód valuty podle ISO 4217: „SKK“. 1 SKK = ok. 0,89 CZK (31.12.2008). Autoritou vydávající slovenské oběžné mince a pamětní mince byla Národní banka Slovenska (NBS).
Bankovky byly v nominálních hodnotách 20 Sk, 50 Sk, 100 Sk, 200 Sk, 500 Sk, 1000 Sk a 5000 Sk. Mince 50 h, 1 Sk, 2 Sk, 5 Sk a 10 Sk. K 31. prosinci 2003 byly z oběhu staženy mince hodnoty 10 haléřů a 20 haléřů.

## Historie
Po rozpadu československé federace byla zprvu mezi oběma republikami měnová unie a dále platila koruna československá. Vzhledem k hospodářským rozdílům byl však tento stav neudržitelný a 7. února 1993 došlo k měnové odluce, přičemž vznikly koruna česká a slovenská koruna. Nová měna měla paritní poměr k předchozí 1 Sk = 1 Kčs. Československé bankovky byly na území Slovenské republiky opatřeny slovenskými kolky s výjimkou desetikoruny, která se nekolkovala a byla nahrazena mincí hodnoty 10 Sk uvedenou do oběhu v den měnové odluky. Pro zúčtování plateb mezi Českem a Slovenskem byl zřízen clearingový mechanismus používající jednotku XCS: 1 XCS = 1 SKK = 1 CZK. Okolkované bankovky byly staženy z oběhu po vydání nových bankovek, poslední z nich byla pětisetkoruna, jejíž platnost byla ukončena 10. ledna 1994.
Vzhledem k nedostatečným devizovým rezervám byla 10. července 1993 slovenská koruna devalvována o 10 %.

## Přechod na euro
Poté, co Slovensko vstoupilo do EU v roce 2004, rozhodlo se co nejdřív přijmout euro, podmínkou k tomu bylo mj. dvouleté setrvání země v ERM II. Už 25. listopadu 2005 se připojilo k ERM II, jehož podstatou je udržování měnového kurzu s odchylkou 15 % kolem hodnoty určité hodnoty (u koruny to bylo 38,4550 Sk za euro, kurz mohl kolísat v rozmezí od 32,69 do 44,22 SKK/EUR.). Kurz (resp. centrální parita) byl 19. března 2007 změněn na 35,4424 Sk za euro (rozmezí od 30,126 do 40,758).
7. května 2008 Evropská komise ústy komisaře pro měnové záležitosti Joaquína Almunii souhlasila s přijetím eura Slovenskem. 28. května 2008 byla centrální parita opět posunuta a to o 15 %, na 30,126 SKK/EUR, což byla do té doby horní hranice kurzu koruny. Novým rozmezím se stala úroveň od 25,6071 do 34,6449 SKK/EUR.
3. června 2008 ministři financí EU na zasedání Rady pro ekonomické a finanční otázky (ECOFIN) v Lucemburku bez diskuze schválili vstup Slovenska do eurozóny k 1. lednu 2009. 8. července 2008 ministři financí rozhodli, že definitivní směnný kurz slovenské koruny k euru je 30,126 Sk za euro (úroveň parity); v tomto poměru se přepočítávaly ceny.
V souvislosti se změnou centrální parity 28. května 2008 se tehdejší ministr financí Ján Počiatek dostal do vážného podezření, že některým firmám (J&T a Istrokapital), které na změně parity vydělaly stovky milionů korun, v předstihu prozradil nový kurz koruny; krátce předtím byl totiž viděn s jejím majitelem, krátce s vysoce postaveným manažerem J&T Ivanem Jakabovičem na jachtě v Monaku. Podezření na Slovensku vyvolalo velký skandál, Ján Počiatek si však nakonec své postavení udržel. Na Slovensku se v reakci na jeho tvrzení, že se na jachtě bavil o tom „ako formula, aké je počasie, nezaujímavé, zdvorilostné frázy“, objevil vtip, že číslo 30,126, které měl Počiatek prozradit podnikatelům, neznamenalo dohodnutý kurz, ale teplotu Celsia.
Průměrná mzda se na Slovensku pohybovala v roce 2009 kolem 20 000 Sk, to je při pevném směnném kurzu asi 625 eur. Z oběhu se mělo vrátit 148 miliónů bankovek a 453 miliónů mincí. Komerční banky měnily bezplatně korunové mince šest měsíců po zavedení eura, bankovky pak rok. Národná banka Slovenska měnila oběhové korunové mince do konce roku 2013, bankovky a pamětní mince mění bez časového omezení.

## Mince a bankovky
Ražbu prováděla obvykle Mincovňa Kremnica, š.p., založená roku 1328.
- 10 h – osmihranná dřevěná zvonice se šindelovou střechou ze začátku 19. století,
- 20 h – Tatranský štít Kriváň,
- 50 h – renesanční polygonální věž s cimbuřím, která je součástí hradu Devín; jediná mince, která měla 2 vzory a také vyrobené ze 2 rozdílných materiálů: vzor 1993 AlMg2 a vzor 1996 základ Fe pokovená Cu,
- 1 Sk – gotická dřevěná soška Madony s dítětem stojící na půlměsíci z období okolo roku 1500,
- 2 Sk – hliněná soška sedící Venuše, tzv. Magna Mater, z 4. tisíciletí před n. l.,
- 5 Sk – znázornění keltské mince s cválajícím jezdcem a nápisem BIATEC,
- 10 Sk – bronzový litý kříž z 10.–11. století nalezený v archeologickém nalezišti ve Veľké Mači.[9]

Některé z pamětních mincí, však razily Česká mincovna v Jablonci nad Nisou a polská Státní mincovna (Mennica Państwowa).
- 500 Sk – Ochrana přírody a krajiny – Národní park Slovenský kras,
- 200 Sk – 350. výročí korunovace Leopolda I.

Na bankovkách jednotlivých nominálních hodnot byly následující portréty:
- 20 Sk – kníže Pribina,
- 50 Sk – Cyril a Metoděj,
- 100 Sk – Madona z kostelu sv. Jakuba v Levoči,
- 200 Sk – Anton Bernolák,
- 500 Sk – Ľudovít Štúr,
- 1000 Sk – Andrej Hlinka,
- 5000 Sk – Milan Rastislav Štefánik.